# Plassoderinus costipennis
Plassoderinus costipennis is een keversoort uit de familie bladrolkevers (Attelabidae). De wetenschappelijke naam van de soort werd in 1871 gepubliceerd door Fahraeus.